# 韋塞洛霍里夫卡
48°28′17″N 38°27′31″E / 48.47139°N 38.45861°E
韋塞洛霍里夫卡（烏克蘭語：Веселогорівка）是位於烏克蘭東部的村莊，由盧甘斯克州阿爾切夫斯克區的卡季伊夫卡市鎮負責管轄。該村始建於1906年，面積1.01平方公里，海拔高度175米，2001年人口31，人口密度每平方公里30.8人。